# Arthur Stewart
Arthur Stewart (Ballymena, 13 gennaio 1943 – 3 marzo 2018) è stato un allenatore di calcio e calciatore nordirlandese, di ruolo difensore.

## Carriera

### Club
Stewart inizia la carriera nel Ballymena Utd, con cui vince una Ulster Cup nel 1961.
Nel 1961 passa al Glentoran, società con cui vinse tra le tante competizioni due campionati nordirlandesi. Nella sua prima esperienza al Glentoran partecipa a due edizioni della Coppa Campioni, giocando tre incontri.
Nell'estate 1967 il club nordirlandese disputò il campionato nordamericano organizzato dalla United Soccer Association: accadde infatti che tale campionato fu disputato da formazioni europee e sudamericane per conto delle franchigie ufficialmente iscritte al campionato, che per ragioni di tempo non avevano potuto allestire le proprie squadre. Il Glentoran rappresentò i Detroit Cougars, e chiuse al quarto posto della Eastern Division, non qualificandosi per la finale.
Nel dicembre 1967 passa per 10.000£ ai cadetti inglesi del Derby County. Nella stagione d'esordio ottiene il diciottesimo posto in campionato, mentre l'anno seguente Stewart con i suoi vince il torneo, ottenendo la promozione in massima serie. Nella stagione d'esordio in massima serie, la First Division 1969-1970, Stewart con i suoi ottenne il quarto posto finale in campionato.
Nell'agosto 1970 torna in patria per giocare nuovamente nel Ballymena Utd. Con il club di Ballymena vince una City Cup, una Gold Cup ed una County Antrim Shield. Dal 1971 al 1976 Stewart rivestì il duplice ruolo di allenatore-giocatore.
Dopo un breve passaggio nel marzo 1976 al Distillery, in cui raggiunse la finale di County Antrim Shield 1975-1976, Stewart tornò in America per gioca nei N.J. Americans, impegnati nell'American Soccer League.
Nella Irish League 1976-1977, gioca dapprima nel Bangor per poi passare al Cliftonville.
Nel maggio 1977 torna al Glentoran nelle vesti di allenatore-giocatore. Con il suo club con cui vince una Gold Cup ed una County Antrim Shield. 
Stewart ha la sua seconda esperienza nella massima competizione europea, nella Coppa dei Campioni 1977-1978, ove raggiunse con i suoi gli ottavi di finale, venendo eliminato dagli italiani della Juventus. In quella edizione giocò altri tre incontri in coppa.
Lascia l'incarico nel dicembre 1978 per trasferirsi negli Stati Uniti d'America per allenare i N.J. Americans, franchigia dell'American Soccer League, incarico da cui viene sollevato nel giugno 1979 e sostituito ad interim dal capitano della squadra Tom O'Dea.
Nel 1981 torna in patria per allenare i Ballyclare Comrades e successivamente il Ballymoney Utd.
Stewart muore all'età di 75 anni.

### Nazionale
Stewart giocò sette incontri con la nazionale di calcio dell'Irlanda del Nord tra il 1967 ed il 1968.

### Cronologia presenze e reti in nazionale
| Cronologia completa delle presenze e delle reti in nazionale ― Irlanda del Nord | Cronologia completa delle presenze e delle reti in nazionale ― Irlanda del Nord | Cronologia completa delle presenze e delle reti in nazionale ― Irlanda del Nord | Cronologia completa delle presenze e delle reti in nazionale ― Irlanda del Nord | Cronologia completa delle presenze e delle reti in nazionale ― Irlanda del Nord | Cronologia completa delle presenze e delle reti in nazionale ― Irlanda del Nord | Cronologia completa delle presenze e delle reti in nazionale ― Irlanda del Nord | Cronologia completa delle presenze e delle reti in nazionale ― Irlanda del Nord |
| Data                                                                            | Città                                                                           | In casa                                                                         | Risultato                                                                       | Ospiti                                                                          | Competizione                                                                    | Reti                                                                            | Note                                                                            |
| ------------------------------------------------------------------------------- | ------------------------------------------------------------------------------- | ------------------------------------------------------------------------------- | ------------------------------------------------------------------------------- | ------------------------------------------------------------------------------- | ------------------------------------------------------------------------------- | ------------------------------------------------------------------------------- | ------------------------------------------------------------------------------- |
| 12-4-1967                                                                       | Belfast                                                                         | Irlanda del Nord                                                                | 0 – 0                                                                           | Galles                                                                          | Torneo Interbritannico 1967                                                     | -                                                                               |                                                                                 |
| 21-10-1967                                                                      | Belfast                                                                         | Irlanda del Nord                                                                | 1 – 0                                                                           | Scozia                                                                          | Torneo Interbritannico 1968                                                     | -                                                                               |                                                                                 |
| 22-11-1967                                                                      | Londra                                                                          | Inghilterra                                                                     | 2 – 0                                                                           | Irlanda del Nord                                                                | Torneo Interbritannico 1968                                                     | -                                                                               |                                                                                 |
| 28-2-1968                                                                       | Wrexham                                                                         | Galles                                                                          | 2 – 0                                                                           | Irlanda del Nord                                                                | Torneo Interbritannico 1968                                                     | -                                                                               |                                                                                 |
| 10-9-1968                                                                       | Tel Aviv                                                                        | Israele                                                                         | 2 – 3                                                                           | Irlanda del Nord                                                                | Amichevole                                                                      | -                                                                               |                                                                                 |
| 23-10-1968                                                                      | Belfast                                                                         | Irlanda del Nord                                                                | 4 – 1                                                                           | Turchia                                                                         | Qual. Mondiali 1970                                                             | -                                                                               | 17’                                                                             |
| 11-12-1968                                                                      | Istanbul                                                                        | Turchia                                                                         | 0 – 3                                                                           | Irlanda del Nord                                                                | Qual. Mondiali 1970                                                             | -                                                                               |                                                                                 |
| Totale                                                                          |                                                                                 | Presenze                                                                        | 7                                                                               |                                                                                 | Reti                                                                            | 0                                                                               |                                                                                 |

## Palmarès
- Campionato nordirlandese di calcio: 2

Glentoran: 1964, 1967
- Gold Cup (Irlanda del Nord): 4

Glentoran: 1962, 1966, 1978
Ballymena Utd: Gold Cup
- Ulster Cup: 2

Ballymena Utd: 1961
Glentoran: 1967
- City Cup: 3

Glentoran: 1965, 1967
Ballymena Utd: 1972
- Second Division: 1

Derby County: 1968-1969
- County Antrim Shield: 2

Ballymena Utd: 1976
Glentoran: 1979